# GDAL

Logo GDAL

GDAL (Geospatial Data Abstraction Library) – biblioteka służąca do odczytu i zapisu rastrowych danych geoprzestrzennych. GDAL używa OGR do odczytu i zapisu wektorowych danych. Opracowany przez Franka Warmerdama. Obecnie projekt jest kontynuowany w ramach prac Open Source Geospatial Foundation i udostępniana jest na licencji Open Source.
GDAL/OGR jest używane przez niektóre systemy GIS, m.in.: GRASS GIS, OpenEV, FME, Google Earth, i ESRI (od ArcGIS 9.2).